# Przemysław Wojcieszek
Przemysław Wojcieszek (n. 18 martie 1974, Miłoszyce⁠(d), Gmina Jelcz-Laskowice⁠(d), Voievodatul Silezia Inferioară, Polonia) este un regizor de film și teatru, și scenarist polonez.

## Filmografie
- Poniedziałek, (1998) scenarist
- Zabij ich wszystkich, (1999) regizor, scenarist
- Głośniej od bomb, (2001) regizor, scenarist
- W dół kolorowym wzgórzem, (2004) regizor, scenarist
- Doskonałe popołudnie, (2005) regizor, scenarist
- Made in Poland, (2010) regizor, scenarist
- Sekret, (2012) regizor, scenarist
- Jak całkowicie zniknąć, (2014) regizor, scenarist